# Liosomadoras
Liosomadoras is een geslacht van straalvinnige vissen uit de familie van de houtmeervallen (Auchenipteridae).

## Soorten
- Liosomadoras morrowi Fowler, 1940
- Liosomadoras oncinus (Jardine, 1841)